# Меллі (футболіст)
Хуан Альберто Андреу Альварадо (ісп. Juan Alberto Andreu Alvarado), відомий під прізвиськом Меллі (ісп. Melli, нар. 6 березня 1984, Барбате) — іспанський футболіст, що грав на позиції захисника. Виступав, зокрема, за клуб «Реал Бетіс», а також у низці закордонних клубів, та у складі молодіжної збірної Іспанії. Чемпіон Молдови. Володар Кубка Іспанії.

## Клубна кар'єра
Хуан Альберто Андреу народився 1984 року в місті Барбате, та є вихованцем футбольної школи клубу «Реал Бетіс» з Севільї. Розпочав грати в дорослому футболі з 2001 року виступами за [Реал Бетіс Б|другу команду севільського клубу]], в 2002 році нетривалий час грав у оренді в команді «Полідепортіво». З 2002 року розпочав залучатися до основної команди «Реал Бетіса», та грав у його складі до 2010 року, більшість часу був основним гравцем захисту команди, та провів у складі севільського клубу 177 матчів у чемпіонаті країни. У сезоні 2004—2005 років Меллі у складі команди став володарем Кубка Іспанії.
У сезоні 2010—2011 років футболіст грав у складі іншої іспанської команди «Тенерифе». У 2011—2013 роках Меллі грав у складі бельгійського клубу «Гент». У 2013 році іспанський захисник перейшов до клубу «Шериф» з невизнаної ПМР, який грає в чемпіонаті Молдови, та став у його складі чемпіоном Молдови. Далі Меллі протягом півроку захищав кольори грецького клубу «Ерготеліс» з Крита, а далі протягом півтора року грав у азербайджанських клубах «Сімург» і «Нефтчі». У 2016 році футболіст повернувся на батьківщину, де грав у складі клубів «Реус» і «Мірандес», і в 2019 році завершив виступи на футбольних полях.

## Виступи за збірні
Меллі 2001 року дебютував у складі юнацької збірної Іспанії (U-17), загалом на юнацькому рівні взяв участь у 21 іграх, відзначившись одним забитим голом. Протягом 2003—2006 років футболіст залучався до складу молодіжної збірної Іспанії, на молодіжному рівні зіграв у 20 матчах, забив 1 гол.
Напередодні чемпіонату світу з футболу 2006 року головний тренер національної збірної Іспанії Луїс Арагонес викликав Меллі на збори головної команди країни, однак він, зрештою, так і не дебютував у національній команді.

## Титули і досягнення
- Чемпіон Молдови (1):

«Шериф»: 2013–2014
- Володар Кубка Іспанії (1):

«Реал Бетіс»: 2004–2005
Збірні
- Чемпіон Європи (U-16): 2001